# Spaelotis suecica
Spaelotis suecica is een vlinder uit de familie uilen (Noctuidae). De wetenschappelijke naam is voor het eerst geldig gepubliceerd in 1890 door Aurivillius.
De soort komt voor in Europa.